# 1862 Apollo
1862 Apollo (/əˈpɒloʊ/) là một tiểu hành tinh kiểu Q, được phát hiện bởi Karl Reinmuth năm 1932, nhưng bị mất dấu và được phát hiện trở lại vào năm 1973. Nó được đặt theo tên vị thần Hy Lạp Apollo.